# .an
.an je bila vrhovna internetska domena (country code top-level domain - ccTLD) za Nizozemske Antile. Domenom upravlja Sveučilište Nizozemskih Antila.
Tijelo unutar Sveučilišta Nizozemskih Antila („UNA”) koje se bavi registriranjem unutar domene .an bilo je AN Domain Registration („AN_DomReg”). Njime je upravljao Računalni centar Sveučilišta Nizozemskih Antila (Computer Center of the UNA, „CCUNA”).
Gašenjem Nizozemskih Antila pokrenuto je gašenje domene. Proces gašenja domene počeo je 31. listopada 2013. godine i planirano je da se završi do kraja godine.
Zamijenio ju je .cw za Curaçao, .sx za otok Sveti Martin i .bq za Bonaire, Sveti Eustahije i Sabu, domene koje je ICANN uveo 20. prosinca 2010. godine.

## Vanjske poveznice
- IANA .an whois informacija  Arhivirana inačica izvorne stranice od 23. travnja 2006. (Wayback Machine)